# Ludwig Moralt
Ludwig Moralt (München, 1815 – Reichenhall,  1888. december 24.) német történelmi festő, akadémiai tanár. Az 1840-es évektől falképeket festett az esztergomi bazilikában.

## Életpályája
Joseph Schlotthauer, Peter von Cornelius és H. Hess tanítványa volt. Később a müncheni Festészeti akadémián tanított. Egyházi tárgyú falképeiről ismert. A regensburgi dómban és az esztergomi bazilikában is alkotott.

## Freskója az esztergomi bazilikában
A bazilika szentélyének mennyezetét Ludwig Moralt freskója, A Szentháromság diadala díszíti. Moralt festette a csegelyekbe a négy nagy nyugati egyházatya freskóját: Szent Ambrus, Szent Ágoston, Szent Jeromos és Szent Gergely pápa képét is. A mellékoltárok feletti freskók ugyancsak az ő művei.